# Serquigny
Serquigny is een gemeente in het Franse departement Eure (regio Normandië). De plaats maakt deel uit van het arrondissement Bernay. Serquigny telde op 1 januari 2022 1.772 inwoners.

## Geografie
De oppervlakte van Serquigny bedroeg op 1 januari 2022 11,4 vierkante kilometer; de bevolkingsdichtheid was toen 155,4 inwoners per km².

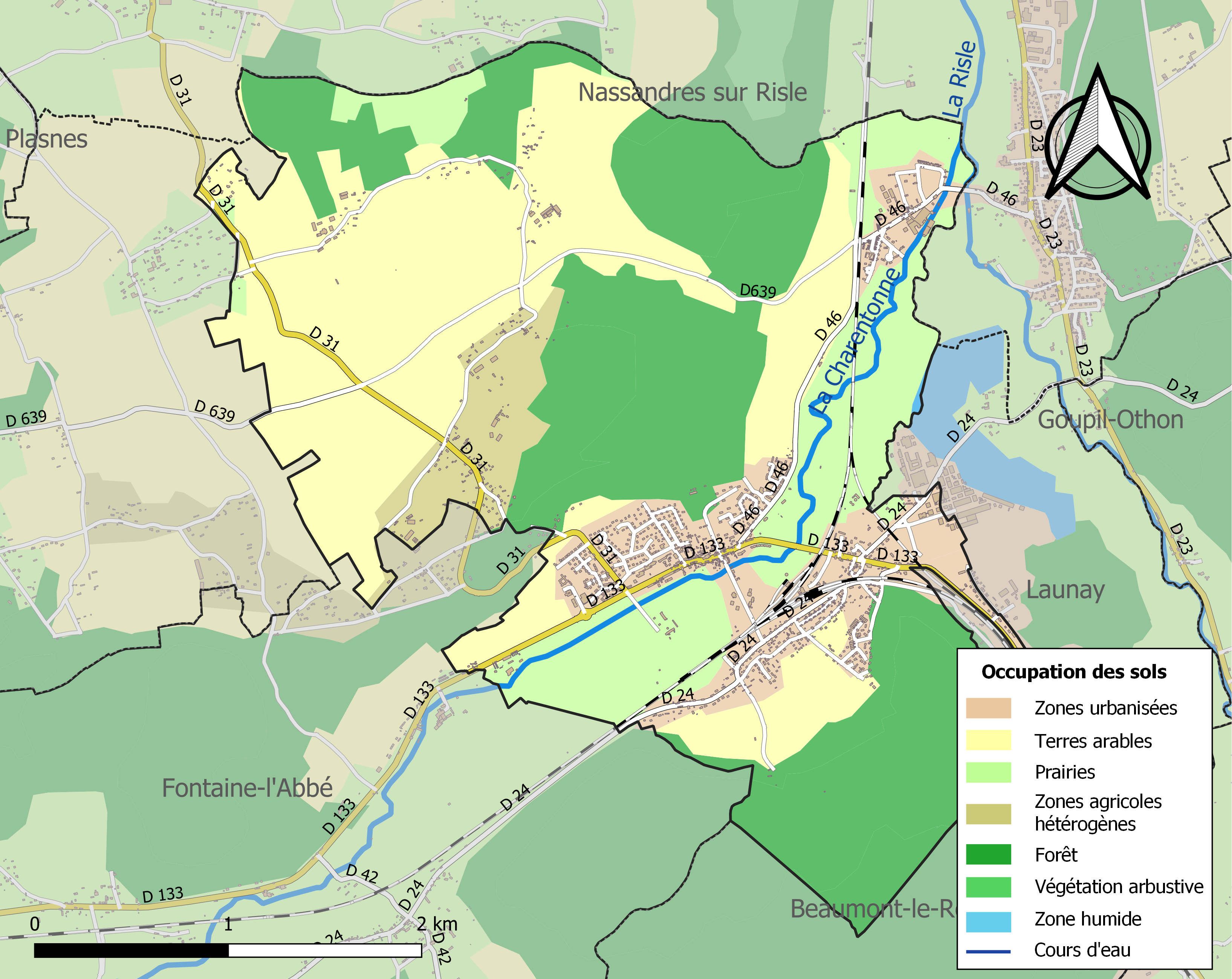
Kaart van de gemeente met belangrijkste infrastructuur, bodemgebruik en omliggende gemeenten

## Verkeer en vervoer
In de gemeente ligt spoorwegstation Serquigny.

## Demografie
Onderstaande figuur toont het verloop van het inwonertal (bron: INSEE-tellingen).